# 天神 (古賀市)
天神（てんじん）とは、福岡県古賀市の地名。天神一丁目から天神七丁目（全域住居表示実施済区域）で構成されている。2023年（令和5年）3月31日現在の人口は6,718人。郵便番号は811-3101。

## 地理
北は、新宮海岸を持ち玄界灘を望む古賀と隣接し、福津市の中心部と新宮町の中心部の中間に位置する。宗像地方西部に位置する小規模な繁華街で、休日は多くの人が集まる。また、商店街には個性的な店が沢山残っている。ただし建物の密集の為、道幅が狭いことでも知られる。

## 歴史
1889年の町村制施行により糟屋郡筵内村が成立。1938年4月7日に筵内村が町制施行改称し古賀町となる。1955年4月1日に古賀町は糟屋郡小野村・青柳村と対等合併して新町制による古賀町となる。1997年10月1日に市制施行し古賀市の一部となる。

### 町域の変遷
| 住居表示実施後           | 実施年月日         | 住居表示実施前         |
| ------------------------ | ------------------ | ---------------------- |
| 天神一丁目               | 1976年（昭和51年） | 大字古賀・鹿部の各一部 |
| 天神二丁目から天神七丁目 | 年不詳             | 大字古賀・鹿部の各一部 |

### 地名の由来
大字古賀の小字が由来である。

## 施設
- 古賀市立古賀西小学校

## 交通

### 鉄道
- JR鹿児島本線古賀駅

#### 廃止路線
- 西鉄宮地岳線西鉄古賀駅

### バス
- 西鉄バス宗像

### 道路
- 国道495号
- 福岡県道514号古賀停車場線